# Mjanma na Letnich Igrzyskach Olimpijskich 2016
Mjanmę na Letnich Igrzyskach Olimpijskich 2016 w Rio de Janeiro reprezentowało siedmioro zawodników. Był to 16. start Mjanmy na letnich igrzyskach olimpijskich.

## Reprezentanci

### Judo
| Zawodnik      | Konkurencja      | 1/16             | 1/8              | Ćwierćfinały     | Półfinały        | Repesaż 1        | Repesaż 2        | Repesaż 3        | Finał            | Finał   |
| Zawodnik      | Konkurencja      | Przeciwnik Wynik | Przeciwnik Wynik | Przeciwnik Wynik | Przeciwnik Wynik | Przeciwnik Wynik | Przeciwnik Wynik | Przeciwnik Wynik | Przeciwnik Wynik | Pozycja |
| ------------- | ---------------- | ---------------- | ---------------- | ---------------- | ---------------- | ---------------- | ---------------- | ---------------- | ---------------- | ------- |
| Yan Naing Soe | -100 kg mężczyzn | George W 002-000 | Frey L 000-100   | NQ               | NQ               | NQ               | NQ               | NQ               | NQ               | NQ      |

### Lekkoatletyka
| Zawodniczka  | Konkurencja             | Runda 1  | Runda 1 | Półfinał | Półfinał | Finał    | Finał   |
| Zawodniczka  | Konkurencja             | Rezultat | Pozycja | Rezultat | Pozycja  | Rezultat | Pozycja |
| ------------ | ----------------------- | -------- | ------- | -------- | -------- | -------- | ------- |
| San Naing    | bieg na 5000 m mężczyzn | 15:51,05 | 24.     | —        | —        | NQ       | NQ      |
| Swe Li Myint | bieg na 800 m kobiet    | 2:16,98  | 8.      | NQ       | NQ       | NQ       | NQ      |

### Łucznictwo
| Zawodnik    | Konkurencja          | Runda rankingowa | Runda rankingowa | 1/32             | 1/16             | 1/8              | Ćwierćfinały     | Półfinały        | Finał            | Finał   |
| Zawodnik    | Konkurencja          | Wynik            | Seed             | Przeciwnik Wynik | Przeciwnik Wynik | Przeciwnik Wynik | Przeciwnik Wynik | Przeciwnik Wynik | Przeciwnik Wynik | Pozycja |
| ----------- | -------------------- | ---------------- | ---------------- | ---------------- | ---------------- | ---------------- | ---------------- | ---------------- | ---------------- | ------- |
| San Yu Htwe | indywidualnie kobiet | 608              | 51.              | Kuoppa W 7-3     | Brown W 7-3      | Ki B-b L 0-6     | NQ               | NQ               | NQ               | NQ      |

### Pływanie
| Zawodnik   | Konkurencja                   | Eliminacje | Eliminacje | Półfinał | Półfinał | Finał | Finał   |
| Zawodnik   | Konkurencja                   | Czas       | Miejsce    | Czas     | Miejsce  | Czas  | Miejsce |
| ---------- | ----------------------------- | ---------- | ---------- | -------- | -------- | ----- | ------- |
| Thint Myat | 100 m st. motylkowym mężczyzn | 1:02,54    | 43.        | NQ       | NQ       | NQ    | NQ      |
| Ei Ei Thet | 50 m st. dowolnym kobiet      | 30,25 s    | 70.        | NQ       | NQ       | NQ    | NQ      |

### Strzelectwo
| Zawodnik     | Konkurencja                          | Kwalifikacje | Kwalifikacje | Finał | Finał   |
| Zawodnik     | Konkurencja                          | Wynik        | Pozycja      | Wynik | Pozycja |
| ------------ | ------------------------------------ | ------------ | ------------ | ----- | ------- |
| Ye Tun Naung | pistolet pneumatyczny, 10 m mężczyzn | 572          | 33.          | NQ    | NQ      |
| Ye Tun Naung | pistolet dowolny, 50 m mężczyzn      | 552          | 17.          | NQ    | NQ      |